# Петров Володимир Михайлович (кінорежисер)
Володи́мир Миха́йлович Петро́в (рос. Владимир Михайлович Петров; 10 липня 1896, Санкт-Петербург — 7 січня 1966, Москва) — радянський російський кінорежисер. Народний артист СРСР (1950).

## Біографія
Народився 10 липня 1896 року в Санкт-Петербурзі. Навчався на юридичному факультеті Петербурзького університету, в Театральному училищі при Александрінському театрі. 1918 року працював у Великій Британії у відомого театрального режисера Гордона Крега. 1924 року вступив на кінокурси В.Вісковського у Петрограді, спробувавши потім свої сили в галузі дитячого кіно й історичного фільму.
Поставив на Київській кіностудії стрічку «300 років тому…» (1956).
Помер 7 січня 1966 року в Москві.

## Нагороди, премії
- Лауреат Сталінської премії (1941, 1943, 1946, 1950) за фільми «Петро І», «Кутузов», «Без вини винні», «Сталінградська битва»
- Кавалер орденів Леніна, Трудового Червоного Прапора